# Twierdzenie Peana
Twierdzenie Peana – twierdzenie o istnieniu rozwiązania zagadnienia Cauchy’ego dla ciągłego odwzorowania podzbioru {\displaystyle I\times \mathbb {R} ^{n}\to \mathbb {R} ^{n}.} Opublikowane przez Giuseppe Peana w 1886 z błędnym dowodem. W 1890 dowód został przeprowadzony poprawnie przy użyciu metod aproksymacyjnych (zob. metoda Eulera). Obecnie, twierdzenia dowodzi się przy użyciu twierdzenia Schaudera o punkcie stałym i kryterium zwartości Ascoliego-Arzeli.

## Twierdzenie
Niech {\displaystyle I=[a,b]} i niech {\displaystyle f\colon I\times \mathbb {R} ^{n}\to \mathbb {R} ^{n}.} Jeżeli istnieje kula {\displaystyle k(\eta ,r)\subset \mathbb {R} ^{n}} taka, że {\displaystyle f|_{I\times k(\eta ,r)}} jest ciągłe, to istnieje {\displaystyle \alpha >0} takie, że zagadnienie Cauchy’ego:
{\displaystyle \left\{{\begin{array}{l}y'=f(x,y)\\y(\tau )=\eta \end{array}}\right.}
ma przynajmniej jedno rozwiązanie w przedziale {\displaystyle (\tau -\alpha ,\tau +\alpha ).}